# Пастена
Пастена (итал. Pastena) — коммуна в Италии, располагается в регионе Лацио, подчиняется административному центру Фрозиноне.
Население составляет 1672 человека, плотность населения составляет 40 чел./км². Занимает площадь 42 км². Почтовый индекс — 03020. Телефонный код — 0776.
Покровителями коммуны почитаются святая Елена, празднование 3 мая, и святой Синфор (S. Sinforo), празднование в последнее воскресение сентября.